# Schloss Röversdorf
Schloss Röversdorf (polnisch Zamek w Sędziszowej) ist ein auf einen mittelalterlichen Wohnturm zurückgehendes Schloss in Sędziszowa, Gemeinde Świerzawa (Schönau an der Katzbach), Woiwodschaft Niederschlesien.

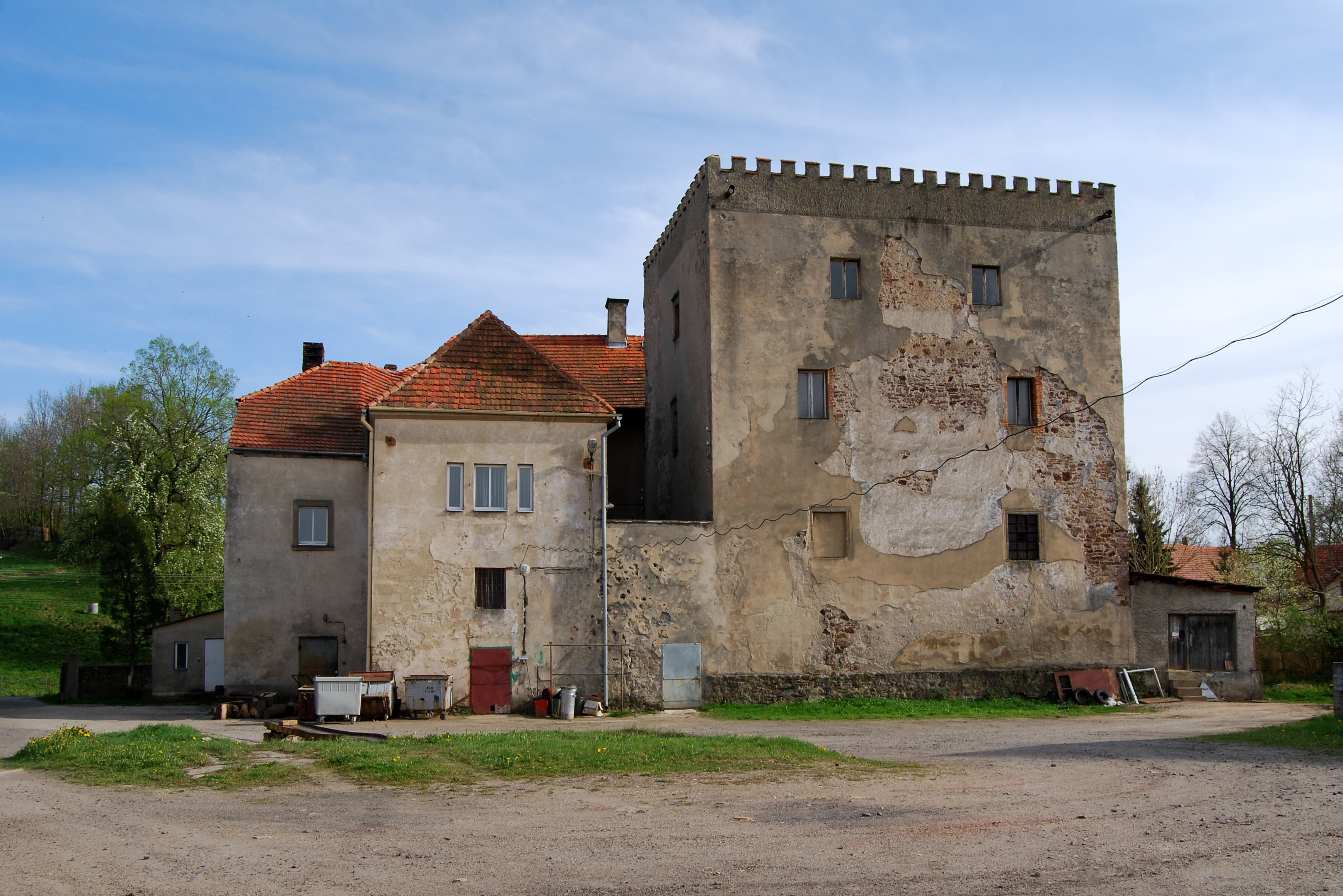
Schloss Röversdorf

## Geschichte
Im 14. Jahrhundert wurde unter den von Uechritz ein von Wall und Graben geschützter Wohnturm errichtet. Ende des 15. Jahrhunderts wurde dieser Wohnturm umgebaut. Unter den von Nimptsch wurde der Wohnturm Anfang des 16. Jahrhunderts zu einem renaissancezeitlichen dreiflügligen Festen Haus erweitert, das mit Sgraffitiquaderung verputzt war.
Unter den von Lest wurde 1603 u. a. ein Treppenhaus im Innenhof errichtet.

## Bauwerk
An der nordwestlichen Ecke der Anlage steht der ehemalige Wohnturm. Über dem östlichen Zugang befindet sich ein Wappen der von Nimptsch. In der Südfassade befinden sich drei Portale, ein Rundbogenportal, zwei rechteckigen Gewände und ein vermauertes Spitzbogenportal.
Über eine kleine Brücke über den ehemaligen Wassergraben ist der Südflügel erreichbar. Dessen Portal trägt Wappen der von Scheliha, von Weyrach, von Zedlitz sowie ein unbekanntes Wappen, wie auch einen renaissancezeitlichen Ahnennachweis mit den Wappen derer von Lest, von Redern, D. v. P. (unbekannt), von Schaffgotsch, von Zedlitz, D. v. R. (unbekannt), von Brauchitsch, und von Schindel. Im Inneren des Gebäudeteils sind gewölbte Räume und in einem kleinen Saal eine bemerkenswerte sterngewölbte Fensternische erhalten. Im Ostflügel befindet sich ein 1750 angelegter Saal mit stuckierten Blumengirlanden.